# Heo Jun (serial telewizyjny)
Heo Jun (hangul: 허준) – południowokoreański serial telewizyjny emitowany na antenie MBC. Serial opowiada historię doktora Heo Juna z czasów królestwa Joseon. Był emitowany od 22 listopada 1999 roku do 27 czerwca 2000 roku, w poniedziałki i wtorki o 21:55. Główne role odgrywają w nim Jun Kwang-ryul, Hwang Soo-jung oraz Lee Soon-jae.
Ostatni odcinek osiągnął najwyższą oglądalność 65,6% (TNS) (63,7% według AGB Nielsen).

## Obsada
- Jun Kwang-ryul jako Heo Jun
- Hwang Soo-jung jako Lady Ye-jin
- Lee Soon-jae jako Yoo Ui-tae
- Kim Byung-se jako Yoo Do-ji, syn Ui-tae
- Jung Wook jako Kim Min-se
- Jung Hye-sun jako pani Son, matka Heo Juna
- Hong Choong-min jako Lee Da-hee, żona Hur Juna
- Joo Hyun jako Heo Ryun, ojciec Heo Juna
- Jo Kyung-hwan jako Yang Ye-soo
- Park Chan-hwan jako król Seonjo
- Jang Seo-hee jako Kim In-bin
- Park Joo-mi jako Kim Gong-bin
- Kim Seung-soo jako książę Gwanghae
- Im Hyun-sik jako Im Oh-geun, sekretarz Ui-tae
- Park Jung-soo jako pani Oh, żona Ui-tae
- Sung Hyun-ah jako So-hyun
- Lee Hee-do jako Goo Il-seo
- Choi Ran jako Hong-choon
- Han In-soo jako Ahn Kwang-ik
- Kim Eun-soo jako So-bi
- Im Dae-ho jako Yang-tae
- Im Ho jako Lee Jung-myung
- Yeo Hyun-soo jako Kim Sang-hwa
  - Kwak Jung-wook jako młody Sang-hwa
- Maeng Sang-hoon jako Kim Man-kyung
- Byun Hee-bong jako Sung In-chul
- Park Young-ji jako Jung Sung-pil
- Lee Jae-po jako Park Man-joo
- Kim Hae-sook jako żona Ham Ahn
- Cha Kwang-soo jako Sung Myung-hoon
- Uhm Yoo-shin jako Deok-geum
- Lee Hyun-kyung jako Se-hee
- Lee Joo-hee jako Chae-sun
- Oh Tae-kyung jako Heo-gyum
- Choi Eun-joo jako Uhn Nyeon-yi
- Lee Sook jako żona Ha-donga
- Kwon Yeon-woo jako Soo-yeon
- Jung Ho-keun jako Jung Tae-eun
- Jung Myung-hwan jako Bae Chun-soo
- Jo Hyun-sook jako Sook-jung
- Joo Min-joon jako Kim Byung-jo
- Park Jong-kwan jako Jung-jak
- Moon Hee-won jako Song Hak-gyu
- Jung Seung-ho jako Jang Hak-do
- Lee Young-ho jako młodszy brat Gong-bina
- Kim Joo-young jako Guhwang Kwan Chal Sa
- Kim Young-min jako Byung-ja
- Lee Ip-sae
- Lee Seung-ah
- Jeon Soo-hyun
- Kim Yi-young
- Jeon Soo-yeon
- Yoon Gi-won
- Na Sung-kyoon
- Moon Hoe-won
- Baek Hyun-sook

## Remake
Remake, zatytułowany Guam Heo Jun, został wyprodukowany w 2013 roku i emitowany był od poniedziałku do piątku. Kim Joo-hyuk wcielił się w tytułowego bohatera.